# Сан-Жуан-де-Бриту (Лиссабон)
Сан-Жуан-де-Бриту (порт. São João de Brito) — район (фрегезия) в Португалии, входит в округ Лиссабон. Является составной частью муниципалитета Лиссабон. Находится в составе крупной городской агломерации Большой Лиссабон. По старому административному делению входил в провинцию Эштремадура. Входит в экономико-статистический субрегион Большой Лиссабон, который входит в Лиссабонский регион. Население составляет 13 449 человек на 2001 год. Занимает площадь 2,28 км².
Покровителем района считается Жуан-де-Бриту (порт. João de Brito).